# Morten Reitmayer
Morten Reitmayer (* 1963) ist ein deutscher Historiker.

## Leben
Reitmayer studierte von 1984 bis 1990 Geschichte, Literaturwissenschaft und Soziologie an der Universität Hannover. 1996 erfolgte seine Promotion zum Dr. phil. Seit 2006 war er als Wissenschaftlicher Mitarbeiter am Lehrstuhl für Neuere und Neueste Geschichte der Universität Trier tätig. 2009 habilitierte er sich. Von 2010 bis 2012 vertrat er und seit dem Wintersemester 2013/14 vertritt er den Lehrstuhl für Neuere und Neueste Geschichte an der Universität Trier.
Seine Forschungsschwerpunkte sind die Ideengeschichte, die Unternehmensgeschichte sowie die Sozial- und Wirtschaftsgeschichte des 19. und 20. Jahrhunderts. 
2018 war er der Hauptgesprächspartner in Peter Prestels SWR-Dokumentation Industrialisierung im Südwesten – Not macht Erfindungen.

## Publikationen (Auswahl)
- Elite. Sozialgeschichte einer politisch-gesellschaftlichen Idee in der frühen  Bundesrepublik, Oldenbourg, München 2009 (= Ordnungssysteme. Band 28), ISBN 978-3-486-58828-6 (zugleich: Habil.-Schrift, Universität Trier, 2006).
- Bankiers im Kaiserreich. Sozialprofil und Habitus der deutschen Hochfinanz, Vandenhoeck u. Ruprecht, Göttingen 1999, ISBN 3-525-35799-0 (= Kritische Studien zur Geschichtswissenschaft. Band 136) (zugleich: Diss., Universität Hannover, 1996).
- (Hrsg. gemeinsam mit Ruth Rosenberger): Unternehmen am Ende des „goldenen Zeitalters“. Die 1970er Jahre in unternehmens- und wirtschaftshistorischer Perspektive, Essen 2008.
- (Hrsg. gemeinsam mit Thomas Schlemmer): Die Anfänge der Gegenwart. Umbrüche in Westeuropa nach dem Boom, München 2014.